# Кознев, Алексей Алексеевич
Алексей Алексеевич Кознев (1927—2002) — советский работник промышленности, строитель, бригадир комплексной бригады строительно-монтажного управления, Герой Социалистического Труда (1977).

## Биография
Родился в 1927 году в селе Николаевка Кадуйского района Вологодской области.
Трудовую деятельность начал в 1943 году кузнецом школы ФЗО Бакальского рудоуправления Челябинской области. Позже — на заводах Златоуста и Смоленска. В 1944—1953 годах служил в Советской армии, участвовал в Великой Отечественной войне. После демобилизации приехал в город Молотов (ныне Пермь). В 1953—1970 годах работал плотником, был бригадиром комплексной бригады, бригадиром каменщиков строительно-монтажных управлений строительного треста № 7. В 1964 году вступил в КПСС. С 1970 года Алексей Кознев работал бригадиром комплексной бригады строительно-монтажного управления № 1 строительного треста № 7 Главзападуралстроя Министерства промышленного строительства СССР.
А. А. Кознев показал себя инициативным и грамотным работником. Принимал участие в строительстве важных объектов Пермской области (ныне — Пермский край). Выступал инициатором передовых начинаний, являлся одним из лучших наставников молодежи в тресте. Кроме производственной, занимался и общественной деятельностью — был депутатом Верховного Совета РСФСР 10-го и 11-го созывов (1980—1990).
В конце 1980-х Кознев годов вышел на пенсию. Жил в Перми, где умер в 2002 году. Был похоронен на Северном городском кладбище.
В Государственном архиве Пермского края имеются документы, относящиеся к А. А. Козневу.

## Награды
- Указом Президиума Верховного Совета СССР от 12 мая 1977 года за выдающиеся производственные успехи, достигнутые в выполнении плана 1976 года и принятых социалистических обязательств, Козневу Алексею Алексеевичу было присвоено звание Героя Социалистического Труда с вручением ордена Ленина и золотой медали «Серп и Молот»[4].
- Также был награждён вторым орденом Ленина, орденом Трудового Красного Знамени и медалями.
- Был занесён в Книгу Почета Индустриального района города Перми[5] и награждён Почётной грамотой города Перми[6].